# Racconti narrati due volte
Racconti narrati due volte (in originale inglese Twice-Told Tales) è una raccolta di racconti di Nathaniel Hawthorne pubblicata in due volumi, di cui il primo uscì nel 1837 e il secondo nel 1842. Il titolo si riferisce al fatto che questi racconti erano stati già pubblicati in forma anonima su riviste letterarie o in raccolte annuali (soprattutto su "The Token", un libro strenna natalizio pubblicato a Boston da Samuel Griswold Goodrich dal 1829 al 1842).
Pare che il titolo volesse anche evocare William Shakespeare, laddove in Re Giovanni (atto III, scena 4), fa dire a un personaggio che Life is as tedious as a twice-told tale, / Vexing the dull ear of a drowsy man.
Una seconda edizione uscì nel 1842, con l'aggiunta di 21 nuovi racconti, e l'anno successivo al successo de La lettera scarlatta (1850) una terza, con l'aggiunta di una nuova prefazione.